# Fachleiter
Fachleiter bilden in Deutschland angehende Lehrkräfte in den Unterrichtsfächern im Rahmen des Referendariats bzw. im Vorbereitungsdienst der Lehramtsausbildung aus. Meistens sind sie selbst Lehrer an Schulen, die eine Anrechnung auf ihre Unterrichtsverpflichtung erhalten. Daneben gibt es auch hauptamtliche Fach- bzw. Studienleiter, die nur noch wenig oder gar nicht an der Schule unterrichten. Die Einzelheiten, insbesondere zur Beförderung, unterscheiden sich dabei erheblich zwischen den Bundesländern.

## Aufgaben
Fachleiter (auch: Studienleiter) erhalten ihre Funktion an Studienseminaren (Vorbereitungsseminare) oder vergleichbaren Einrichtungen (wie dem IQSH oder dem IQMV) und organisieren die fachbezogene Lehrerausbildung. Ihre Arbeit ist gekennzeichnet durch regelmäßige Fachsitzungen mit den Referendaren (Lehramtsanwärtern), die in dem entsprechenden Fach ausgebildet werden, und durch Einzelberatung anlässlich von Unterrichtsbesuchen mit folgender Nachbesprechung, indem sie sich zu individuellen und fachdidaktischen Vorzügen und Schwächen sowie daraus zu entwickelnden Perspektiven äußern. Im Studienseminar ist ihr Vorgesetzter der Seminarleiter.
Neben der beratenden Funktion kommt den Fachleitern auch eine beurteilende Funktion zu: In der Regel wird die Hausarbeit, die Bestandteil der zweiten Staatsprüfung ist, in einem Fach unter Beteiligung von Fachleitern (Formulierung des Themas, Begutachtung und Bewertung durch zwei Gutachter) durchgeführt. Im Rahmen der Staatsprüfungen sind Prüfungsstunden (sog. Prüfungslehrproben) zu zeigen. Auch hier spielen die Fachleiter wieder eine wichtige beurteilende Rolle, da ihre Einschätzung maßgeblichen Anteil bei der Bewertung und Beurteilung der Prüfungskommission hat. Zur näheren Information sind die jeweils gültigen Prüfungsordnungen einzusehen.
Viele Fachleiter arbeiten z. B. in der Entwicklung von Standards für ihr Fach, bei den Vorgaben für zentrale Abiturprüfungen oder allgemein im Bereich der Fortbildung (in der dritten Phase der Lehrerbildung). Sie stehen in ihrem jeweiligen Fachbereich den übrigen Ausbildern der Studienseminare für die fachbereichsbezogenen Belange beratend zur Verfügung. In dieser Funktion informieren sie zum Beispiel über fachbezogene Neuheiten und Fortbildungen.
Eine bundesweite Interessenvertretung erfolgt durch den Bundesarbeitskreis Lehrerbildung, der die Fachzeitschrift Seminar herausgibt.

### Voraussetzungen
Für die Arbeit als Fachleiter werden Kompetenzen in der fachlichen, fachdidaktischen, allgemeinpädagogischen Ebene und in der Menschenführung vorausgesetzt. Je nach Bundesland reicht ein Bewerbungsgespräch aus oder es erfolgt eine Hospitation. Sie erstreckt sich z. B. über die folgenden Bereiche:
1. eigener Unterricht im Fach
2. Beobachtung, Beratung eines unbekannten Referendars im Fach
3. Durchführung einer Fachsitzung in einem fremden Fachseminar
4. mündliche Prüfung durch die dienstvorgesetzte Behörde (mit Studienseminaraufsicht und Schulaufsicht, ggf. auch Fachaufsicht)

### Bayern
An bayerischen Gymnasien leitet das Seminar der Seminarvorstand, die Fachleiter heißen Fachseminarlehrer und sind direkte Vorgesetzte ihrer Studienreferendare. An der Grund- und Mittelschule gibt es keine Fachleiter oder Fachseminarlehrer, sondern sogenannte Seminarrektoren. Diese unterrichten mehrere Fächer und sind im Gegensatz zu den Fachseminarlehrern an Gymnasien oder Realschulen keine Vorgesetzten ihrer Lehramtsanwärter. An Gymnasien und Realschulen sind die Referendare an die Weisungen ihrer Seminarlehrer gebunden. In Bayern erfolgt die Bewerbung (wie bei allen Funktionsstellen) über die Vorlage von dienstlichen Beurteilungen (periodische Beurteilung oder Anlassbeurteilung), welche die Verwendungseignung 'Seminarlehrkraft' aufweisen muss. Eine eigene Hospitation erfolgt nicht.